# Pepín Bello
José Bello Lasierra, detto Pepín (Huesca, 13 maggio 1904 – Madrid, 11 gennaio 2008), è stato uno scrittore spagnolo.
Nato a Huesca, era figlio dell'ingegnere Severino Poëysuan Bello, amico di intellettuali del calibro di Joaquín Costa, Santiago Ramón y Cajal e Francisco Giner de los Ríos. All'età di 11 anni iniziò a frequentare la Residencia de Estudiantes, dove conobbe Salvador Dalí, Luis Buñuel, Federico García Lorca e Rafael Alberti. Dopo gli studi di medicina, divenne un importante organizzatore di eventi artistici, oltre a cimentarsi con la pittura e a gestire diverse attività.
Morì nel sonno a Madrid all'età di 103 anni, ultimo superstite della Generazione del '27 e unico suo membro a essere entrato nel XXI secolo.